# Onychorhynchus
Onychorhynchus je rod ptáků z čeledi ostrozobkovitých, jeden z mnoha s českým rodovým jménem tyranovec. Jsou to nenápadní ptáci s pestře zbarvenou korunkou, která však většinu času leží složená na týlu ptáka a není proto vidět.

## Popis
Tito tyranovci jsou nenápadní, 16–18 cm dlouzí ptáci s dlouhým a širokým zobákem. Záda jsou matně hnědá, ocas skořicový, hrdlo bělavé a hruď a břicho okrově žluté. Co činí tyto ptáky zajímavými, je vztyčitelná korunka vějířovitého tvaru. V klidu je složena, není téměř patrná a propůjčuje hlavě tyranovce poněkud kladivovitý tvar. Vzácně ji však ptáci vztyčují a chocholka se pak ukáže v celé kráse. U samců je krvavě rudé barvy, u samic pak žlutooranžová, konce per jsou u obou pohlaví ocelově modré.

## Rozšíření
Všichni tyranovci tohoto druhu obývají amazonské deštné pralesy.

## Potrava
Jsou to hmyzožravci, loví hlavně létající hmyz.

## Druhy
V současnosti se popisují čtyři druhy ptáků z rodu Onychorhynchus. Jedná se o původně popsaný druh tyranovec královský (Onychorhynchus coronatus) a jeho poddruhy, které se dnes považují za samostatné druhy
- tyranovec královský (O. coronatus)
- tyranovec veracruzský (O. mexicanus)
- tyranovec pacifický (O. occidentalis)
- tyranovec atlantický (O. swainsoni)